# Ostrožnica
Ostrožnica är ett samhälle i Bosnien och Hercegovina.   Det ligger i entiteten Federationen Bosnien och Hercegovina, i den nordvästra delen av landet, 210 km nordväst om huvudstaden Sarajevo. Ostrožnica ligger 382 meter över havet och antalet invånare är 905.
Terrängen runt Ostrožnica är kuperad västerut, men österut är den platt. Närmaste större samhälle är Bosanska Krupa, 2,5 km väster om Ostrožnica. 
Omgivningarna runt Ostrožnica är en mosaik av jordbruksmark och naturlig växtlighet. Runt Ostrožnica är det ganska tätbefolkat, med 93 invånare per kvadratkilometer.